# Hahnia falcata
Hahnia falcata är en spindelart som beskrevs av Wang 1989. Hahnia falcata ingår i släktet Hahnia och familjen panflöjtsspindlar. Inga underarter finns listade i Catalogue of Life.